# Красная граница фотоэффекта
«Кра́сная» грани́ца фотоэффе́кта — наименьшая частота {\displaystyle \nu _{min}} (наибольшая длина волны {\displaystyle \lambda _{max}}) света, при которой ещё возможен внешний фотоэффект, т.е. при частоте излучения ниже {\displaystyle \nu _{min}}фотоэффект не наблюдается. Частота {\displaystyle \nu _{min}} зависит только от работы выхода {\displaystyle A_{out}} электрона:
{\displaystyle \nu _{min}={\frac {A_{out}}{h}}}

{\displaystyle \lambda _{max}={\frac {hc}{A_{out}}}}
где {\displaystyle A_{out}} — работа выхода для конкретного материала фотокатода, h — постоянная Планка, а с — скорость света. Работа выхода {\displaystyle A_{out}} зависит от материала фотокатода и состояния его поверхности. Испускание фотоэлектронов начинается сразу же, как только на фотокатод падает свет с частотой {\displaystyle \nu \geq \nu _{min}} или с длиной волны {\displaystyle \lambda \leq \lambda _{max}}.

## Красная граница фотоэффекта для некоторых веществ
| Вещество           | Красная граница |
| ------------------ | --------------- |
| Барий              | 484 нм          |
| Барий в вольфраме  | 1130 нм         |
| Вольфрам           | 272 нм          |
| Германий           | 272 нм          |
| Никель             | 249 нм          |
| Окись бария        | 1235 нм         |
| Платина            | 190 нм          |
| Рубидий            | 573 нм          |
| Серебро            | 261 нм          |
| Торий на вольфраме | 471 нм          |
| Цезий              | 662 нм          |
| Цезий на вольфраме | 909 нм          |
| Цезий на платине   | 895 нм          |